# Gymnocalycium anisitsii
Espèce
Statut de conservation UICN

 LC  : Préoccupation mineure
Statut CITES
Gymnocalycium anisitsii est une espèce de la famille des Cactaceae. C'est un cactus globulaire . L'épithète spécifique honore le pharmacien hongrois Dániel Anisits J. (1856-1911).

## Description
Gymnocalycium anisitsii peut être solitaire ou groupé avec des pousses vert clair, souvent rougeâtres ou pourpres, sphériques ou en courtes colonnes. Elle atteint un diamètre de 8-15 cm et une hauteur d'environ 10 cm. Une épine centrale est parfois présente, mais elle est généralement absente. Les huit à onze côtes ont des bosses pointues. Les 5-7 épines sont jaunâtres à brunâtres, minces, tordues et longues de 1-6 cm. Les fleurs sont blanches à roses, en forme d'entonnoir, et mesurent jusqu'à 10 cm de long. Les fruits rouges sont longs et cylindriques, jusqu'à 2,5 cm de long avec un diamètre de 1 cm.

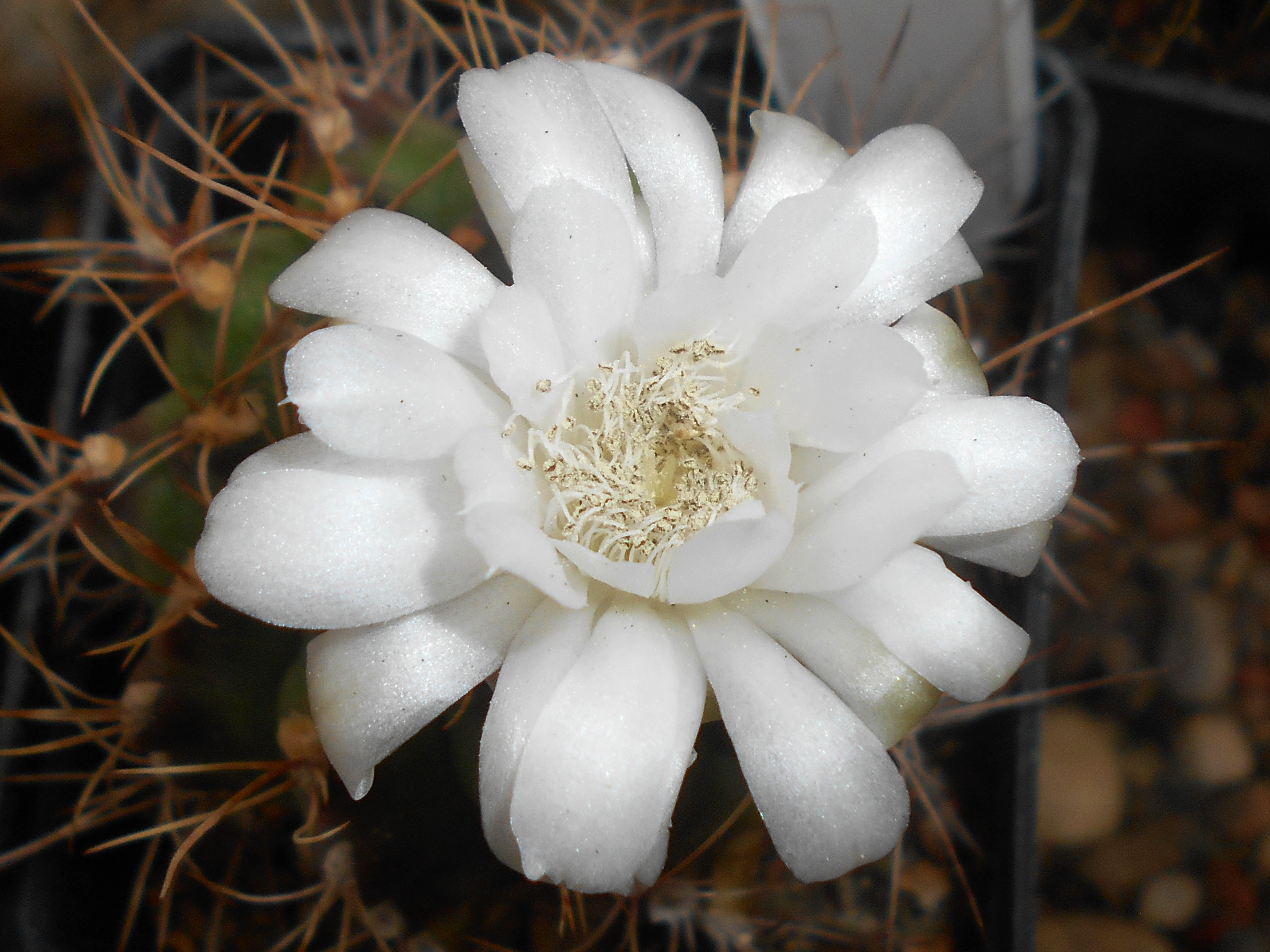
Fleur
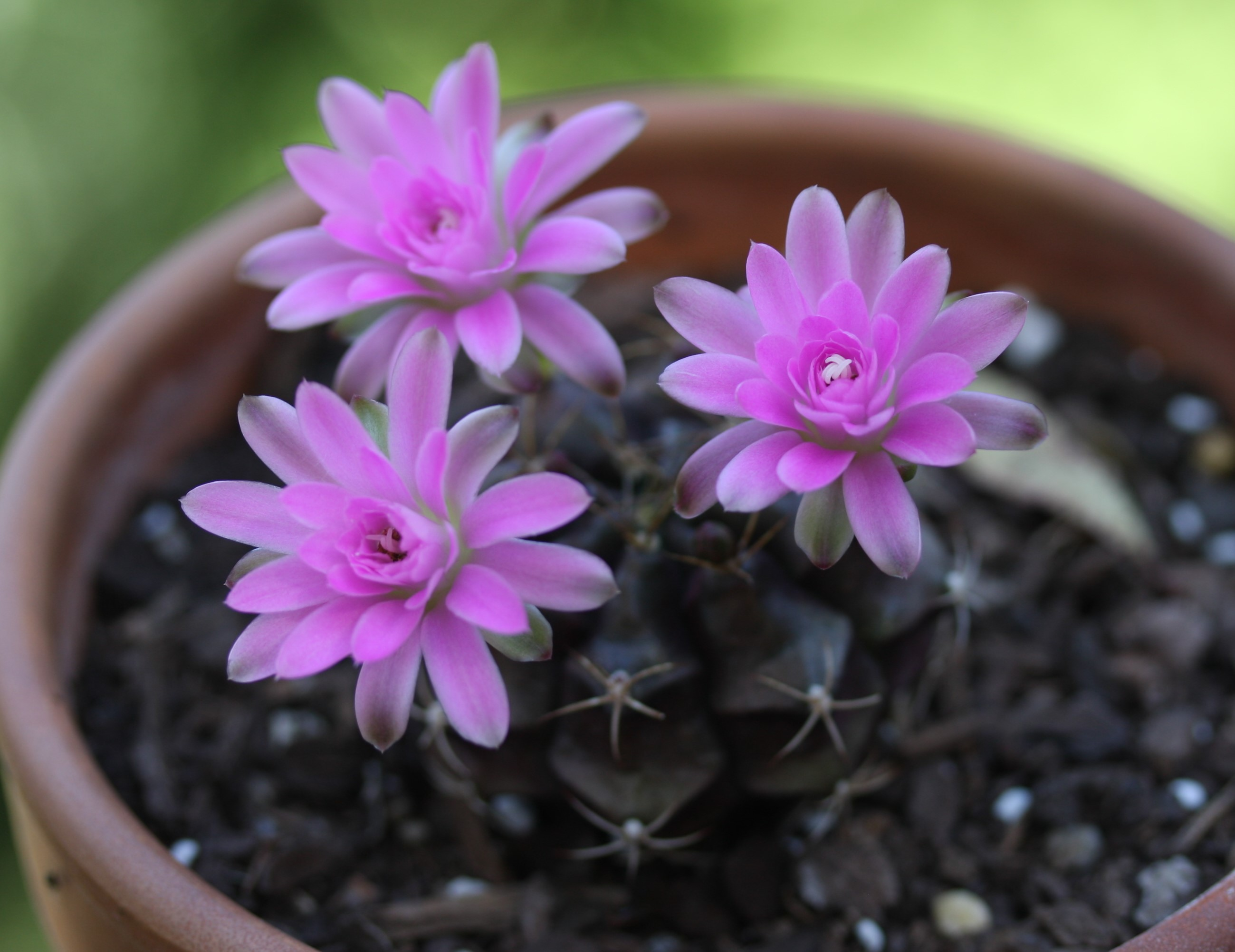

## Subspecies
Accepted subspecies:
| Image | Scientific name                                              | Distribution                |
| ----- | ------------------------------------------------------------ | --------------------------- |
|       | Gymnocalycium anisitsii subsp. damsii (K.Schum.) G.J.Charles | Brazil (Mato Grosso do Sul) |

## Distribution
Le Gymnocalycium anisitsii est répandu dans le sud du Brésil, du Paraguay et de la Bolivie. Cette espèce préfère les zones ouvertes avec la protection de buissons bas.

## Taxonomie
La première description comme Echinocactus anisitsii a été faite en 1900 par Karl Moritz Schumann. L'épithète spécifique anisitsii honore le pharmacien hongrois Dániel J. Anisits (1856-1911), qui a fourni des cactus à Karl Moritz Schumann. [Nathaniel Lord Britton et Joseph Nelson Rose ont placé l'espèce dans le genre Gymnocalycium en 1922.

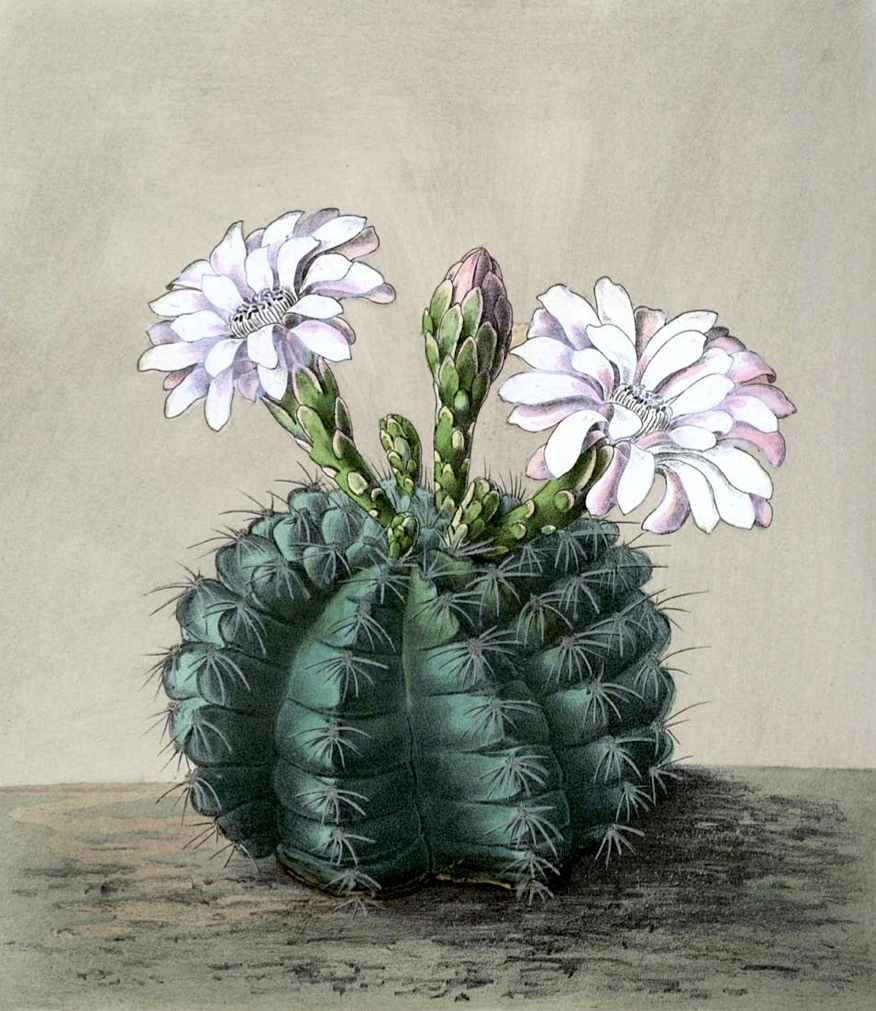
Gymnocalycium anisitsii subsp. anisitsii. Illustration from Blühende Kakteen - Iconographia Cactacearum (1904)

## Répartition
Ce taxon se rencontre dans les pays suivants : Bolivie, Brésil, Paraguay.

## Systématique
Le nom correct complet (avec auteur) de ce taxon est Gymnocalycium anisitsii (K.Schum.) Britton & Rose.
L'espèce a été initialement classée dans le genre Echinocactus sous le basionyme Echinocactus anisitsii K.Schum..
Gymnocalycium anisitsii a pour synonymes :
- Echinocactus anisitsii K.Schum.
- Echinocactus damsii K.Schum.
- Echinocactus joossensianus Boed.
- Gymnocalycium anisitsii subsp. damsii (K.Schum.) G.J.Charles
- Gymnocalycium anisitsii subsp. holdii Amerh.
- Gymnocalycium anisitsii subsp. multiproliferum (P.J.Braun) P.J.Braun & Esteves
- Gymnocalycium anisitsii subsp. tucavocense (Backeb. ex H.Till & Amerh.) Schädlich
- Gymnocalycium anisitsii var. griseopallidum H.Till & Amerh.
- Gymnocalycium anisitsii var. pseudomalacocarpus Backeb.
- Gymnocalycium anisitsii var. pseudomalacocarpus Backeb. ex H.Till & Amerh.
- Gymnocalycium anisitsii var. tucavocense Backeb.
- Gymnocalycium anisitsii var. tucavocense Backeb. ex H.Till & Amerh.
- Gymnocalycium damsii subsp. evae Halda, Horácek & Milt
- Gymnocalycium damsii subsp. multiproliferum P.J.Braun
- Gymnocalycium damsii var. boosii Amerh.
- Gymnocalycium damsii var. centrispinum Backeb.
- Gymnocalycium damsii var. centrispinum Backeb. ex H.Till & Amerh.
- Gymnocalycium damsii var. multiproliferum P.J.Braun
- Gymnocalycium damsii var. rotundulum Backeb.
- Gymnocalycium damsii var. rotundulum Backeb. ex H.Till & Amerh.
- Gymnocalycium damsii var. torulosum Backeb.
- Gymnocalycium damsii var. torulosum Backeb. ex H.Till & Amerh.
- Gymnocalycium damsii var. tucavocense Backeb.
- Gymnocalycium damsii (K.Schum.) Britton & Rose
- Gymnocalycium griseopallidum Backeb.
- Gymnocalycium joossensianum (Boed.) Britton & Rose
- Gymnocalycium megatae subsp. holdii (Amerh.) Schädlich